# Stazione di Carrito Ortona
Stazione di Carrito Ortona vasútállomás Olaszországban, Ortona dei Marsi település Carrito frazionéjában.

## Vasútvonalak
Az állomást az alábbi vasútvonalak érintik:
- Róma–Sulmona–Pescara-vasútvonal

## Kapcsolódó állomások
A vasútállomáshoz az alábbi állomások vannak a legközelebb:
- Stazione di Cocullo
- Stazione di Pescina